# Corcelle-Mieslot
Corcelle-Mieslot è un comune francese di 108 abitanti situato nel dipartimento del Doubs nella regione della Borgogna-Franca Contea.

## Società

### Evoluzione demografica
Abitanti censiti